# Marquesado de Valdesevilla
El marquesado de Valdesevilla es un título nobiliario español creado el 27 de septiembre de 1703 por el rey Felipe V en favor de Alonso José Sánchez de Figueroa y Silva, coronel de infantería, caballero de la Orden de Santiago (1688), gentilhombre de cámara del rey y señor de Valdesevilla y la Pizarra (Málaga).
Este título fue rehabilitado en 1920 por el rey Alfonso XIII, quien lo concedió a Alfonso Pardo-Manuel de Villena e Inchausti, XIV marqués de Rafal con grandeza de España, V marqués de Villa Alegre de Castilla y X vizconde de Peñaparda de Flores.

## Marqueses de Valdesevilla
|                                 | Titular                                       | Periodo               |
| Creación por Felipe V           | Creación por Felipe V                         | Creación por Felipe V |
| ------------------------------- | --------------------------------------------- | --------------------- |
| I                               | Alonso José Sánchez de Figueroa y Silva       | 1703-¿?               |
| II                              | Juan de Figueroa y Córdoba-Lasso de la Vega   | ¿?-¿?                 |
| III                             | Juana de Figueroa y Córdoba-Lasso de la Vega  | ¿?-1768               |
| Rehabilitación por Alfonso XIII |                                               |                       |
| IV                              | Alfonso Pardo-Manuel de Villena e Inchausti   | 1920-1923             |
| V                               | Fernando Pardo-Manuel de Villena y Egaña      | 1923-1977             |
| VI                              | Santiago Pardo-Manuel de Villena y Berthelemy | 1982-1998             |
| VII                             | Iván Pardo-Manuel de Villena y L'Epine        | 1998-hoy              |

## Historia de los marqueses de Valdesevilla
- Alonso José Sánchez de Figueroa y Silva, I marqués de Valdesevilla.

Se casó con Juana Eusebia de Córdoba-Lasso de la Vega y Ventimiglia, hija de Diego de Córdoba-Lasso de la Vega y Francia y Almonte, I marqués del Vado del Maestre. Le sucedió su hijo:
- Juan de Figueroa y Córdoba-Lasso de la Vega, II marqués de Valdesevilla.

Se casó con su prima Luisa Fernández-Marmolejo y Córdoba-Lasso, hija de Luis Fernández-Marmolejo y Frías y de Ana María de Córdova-Lasso de la Vega y de la Puente-Verástegui. Le sucedió su hija:
- Juana de Figueroa y Córdoba-Lasso de la Vega (m. en 1768), III marquesa de Valdesevilla y  IV de Villa Alegre de Castilla.

Se casó con Juan Manuel de Villena y Flórez, II conde de Vía Manuel. Ambos fueron padres de José Cristóbal Manuel de Villena y Sánchez de Figueroa, III conde de Vía Manuel, que no llegó a legalizar la posesión del marquesado de Valdesevilla. A él le sucedería su hijo, José Manuel de Villena y Mendoza (1752-1798), que a su vez tuvo a José Manuel de Villena y Fernández de Córdoba. Este último trasmitió los derechos del título hasta que su descendiente (tataranieto) lo rehabilitó como cuarto marqués de Valdesevilla.
Tras ser rehabilitado en 1920 por Alfonso XIII, el título recayó en:
- Alfonso de Pardo y Manuel de Villena (1876-1955), IV marqués de Valdesevilla, XIV marqués de Rafal con grandeza de España, V marqués de Villa Alegre de Castilla y X vizconde de Peñaparda de Flores.[1] Fue senador del Reino, vocal de la Diputación y Consejo de la Grandeza de España, caballero de la Orden de Malta y gentilhombre de la cámara del rey con ejercicio y servidumbre.

Se casó en Madrid con Ignacia María de la Soledad de Egaña y Aranzabe, dama de la reina, el 10 de junio de 1899. En 1923 le sucedió, por cesión, su hijo:
- Fernando Pardo-Manuel de Villena y Egaña (1901-1977), V marqués de Valdesevilla y XV marqués de Rafal con grandeza de España.[1] Fue caballero del Real Cuerpo Colegiado de la Nobleza de Madrid, de la Real Hermandad del Santo Cáliz y de la Orden de Malta, así como gentilhombre del rey con ejercicio y servidumbre.

Se casó con María del Pilar Martos y Zabálburu. Sin descendientes. Le sucedió, en 1982, el hijo de su hermano Ignacio Pardo-Manuel de Villena y Egaña, VI marqués de Villa Alegre de Castilla, quien había contraído matrimonio con Isabel Simone Berthelemy:
- Santiago Pardo-Manuel de Villena y Berthelemy (n. en 1932), VI marqués de Valdesevilla, XVI marqués de Rafal y VII marqués de Villa Alegre de Castilla.

Se casó con Evelyne de L'Epine y Jacquin de Margerie. En 1998 le sucedió, por cesión, su hijo:
- Iván Pardo-Manuel de Villena y L'Epine (n. en 1965), VII marqués de Valdesevilla.

Se casó con Ana María Llordén Romero.